# Mesas de Ibor
Mesas de Ibor è un comune spagnolo di 210 abitanti situato nella comunità autonoma dell'Estremadura.